# Viola rostrata
Viola rostrata är en violväxtart som beskrevs av Henry Ernest Muhlenberg. Viola rostrata ingår i släktet violer, och familjen violväxter. Utöver nominatformen finns också underarten V. r. japonica.